# Frampton (álbum)
Frampton es el cuarto álbum de estudio de Peter Frampton, lanzado en 1975. Contiene las canciones "Show Me the Way" y "Baby, I Love Your Way", las cuales lograrían repercusión en sus versiones en vivo del álbum Frampton Comes Alive!. El álbum alcanzó la posición # 32 en la lista Billboard 200.

## Lista de canciones
1. "Day's Dawning" – 3:55
2. "Show Me the Way" – 4:02
3. "One More Time" – 3:19
4. "The Crying Clown" – 4:03
5. "Fanfare" – 3:28
6. "Nowhere's Too Far (for My Baby) – 4:18
7. "Nassau" – 1:07
8. "Baby, I Love Your Way" – 4:42
9. "Apple of Your Eye" – 3:41
10. "Penny for Your Thoughts" – 1:27
11. "(I'll Give You) Money" – 4:34

- Todas las canciones escritas por Peter Frampton.

## Créditos
- Peter Frampton - guitarras, teclados, percusión, voz
- Andy Brown - bajo
- John Siomos - batería

## Listas de éxitos

### Álbum
| Año  | Lista      | Posición |
| ---- | ---------- | -------- |
| 1975 | Pop Albums | 32       |